# Elektronpar
Ett elektronpar är två elektroner som befinner sig i samma atomorbital i en atom. Eftersom de befinner sig i samma orbital måste de ha motsatt spinn. Elektronparsbegreppet är viktigt i diskussionen av kovalenta bindningar. Kovalent bindning kallas också elektronparbindning. Det är antalet oparade elektroner som avgör hur många andra atomer en atom kan binda med elektronparbindningar; till exempel kan kol binda fyra andra atomer, syre två andra och väte en annan atom.
En molekyl som har en eller flera oparade elektroner kallas radikal.